# Бреда, Карл Фредрик фон
Карл Фредрик Бреда (с 1812 года — фон Бреда; швед. Carl Frederik von Breda; 16 августа 1759[…], Стокгольм — 1 декабря 1818[…], Стокгольм) — шведский художник-портретист, долгое время работавший в Великобритании. 

## Биография
Родился в 1760 году в Стокгольме. Прадед художника ровно за сто лет до этого эмигрировал в Швецию из Нидерландов, вероятно, из города Бреда, откуда и фамилия. В Швеции дела семьи пошли в гору: дед Карла Фредрика был художником, а отец — судьёй, специализировавшимся на арбитражах в связи с кораблекрушениями, и коллекционером произведений искусства.
Не удивительно, что Карл Фредрик получил прекрасное домашнее образование, а в 19 лет поступил в Шведскую королевскую академию художеств, где его учителем был Лоренц Паш-младший. С самого начала Карл Фредрик специализировался на создании портретов и преуспел в этом. В 1780 году он получил премию академии за лучшую ученическую работу, а в 1784 году, на первой выставке, организованной Академией, выставил сразу 19 своих работ. Уже вскоре после этого ему был заказан портрет короля Швеции Густава III. 
В 1786 году Бреда участвовал в академическом конкурсе, победитель которого премировался бесплатной образовательной поездкой за границу. К огорчению Бреды, конкурсанты должны были создать полотно на мифологический сюжет, а в этом жанре он был силён гораздо менее, чем в портретном. Бреда проиграл конкурс, но, будучи состоятельным человек, отправился за рубеж на собственные средства. К тому времени он был уже женат (женился в 22 года) и имел детей, поэтому вместо Италии отправился в Лондон, который счёл более подходящим местом для семейного человека.
В Лондоне Бреда прожил около десяти лет (ок. 1786 — 1796) и за это время успел стать заметной фигурой в кругах лондонской художественной богемы. Первоначально он поступил в ученики к Джошуа Рейнольдсу, который, как считают искусствоведы, оказал решающее (даже большее, чем Паш-младший) влияние н7а его художественный стиль. В 1791 году Бреда отправил в Стокгольм написанный им портрет Рейнольдса, после чего был утверждён членом Шведской королевской академии.  
После этого (около 1791 года) Бреда стал работать в Лондоне как самостоятельный художник. Он открыл мастерскую на Сент-Джеймс-стрит, и, по слвоам современника, быстро стал  популярным портретистом среди «ученых и литераторов» а также «прекрасных дам». И действительно, Бреда создал много портретов британских интеллектуалов, включая создателя паровой машины Джеймса Уатта и его делового партнёра Мэттью Болтона, нескольких видных борцов за отмену рабства, а также портрет Мэри Пристли, жены великого химика Джозефа Пристли. Большинство из этих портретов были написаны в Лондоне, но для создания некоторых из них художник выезжал в Бирмингем.
В 1796 году Бреда вернулся в Стокгольм с репутацией международно признанного шведского портретиста, почти сразу же занял должность профессора Королевской академии и получил множество заказов. По словам искусствоведа Карла Асплунда, его «смелая, энергичная манера письма, которой он научился в Англии, вызвала восхищение в Швеции». Однако, по словам того же Асплунда, чем дольше художник оставался в Швеции, тем монотоннее становились его портреты.
И, тем не менее, слава художника на убыль отнюдь не шла. Унаследовав богато обставленный дом своего отца и его коллекцию произведений искусства, Бреда превратил его в великосветский салон и один из центров культурной жизни Стокгольма. В то же время, среди своих учеников в Академии, нередко имевших простое происхождение, Бреда слыл добрым и отзывчивым учителем.
В 1812 году Бреда был возведён в дворянское достоинство. Однако политическая смута в Швеции начала XIX века лишила его значительной части заказов и существенно мешала его работе. Дважды он получал престижные заказы на многофигурные композиции: в 1800 году ему было предложено изобразить коронацию короля Густава IV Адольфа, а несколько лет спустя — коронацию Карла XIII. Работа над картинами была долгой и кропотливой, однако, преждевременная утрата престола обоими королями привела к тому, что их преемники отказались оплатить заказ. Когда в 1818 году Бреда попытался через парламент добиться выделения финансирования для завершения хотя бы второй из двух картин, то, когда рулон с незаконченной «Коронацией» Карла был развёрнут, то картина оказалась испорчена (водой, сыростью, или чем-то еще - история умалчивает). Риксдаг (парламент) отказал художнику в финансировании и тот скончался в том же году в результате пережитого потрясения.
Его сын, Йохан, ученик отца, также стал художником-портретистом.
Сегодня работы Бреды хранятся в собраниях многих музеев Великобритании и Швеции.

## Галерея

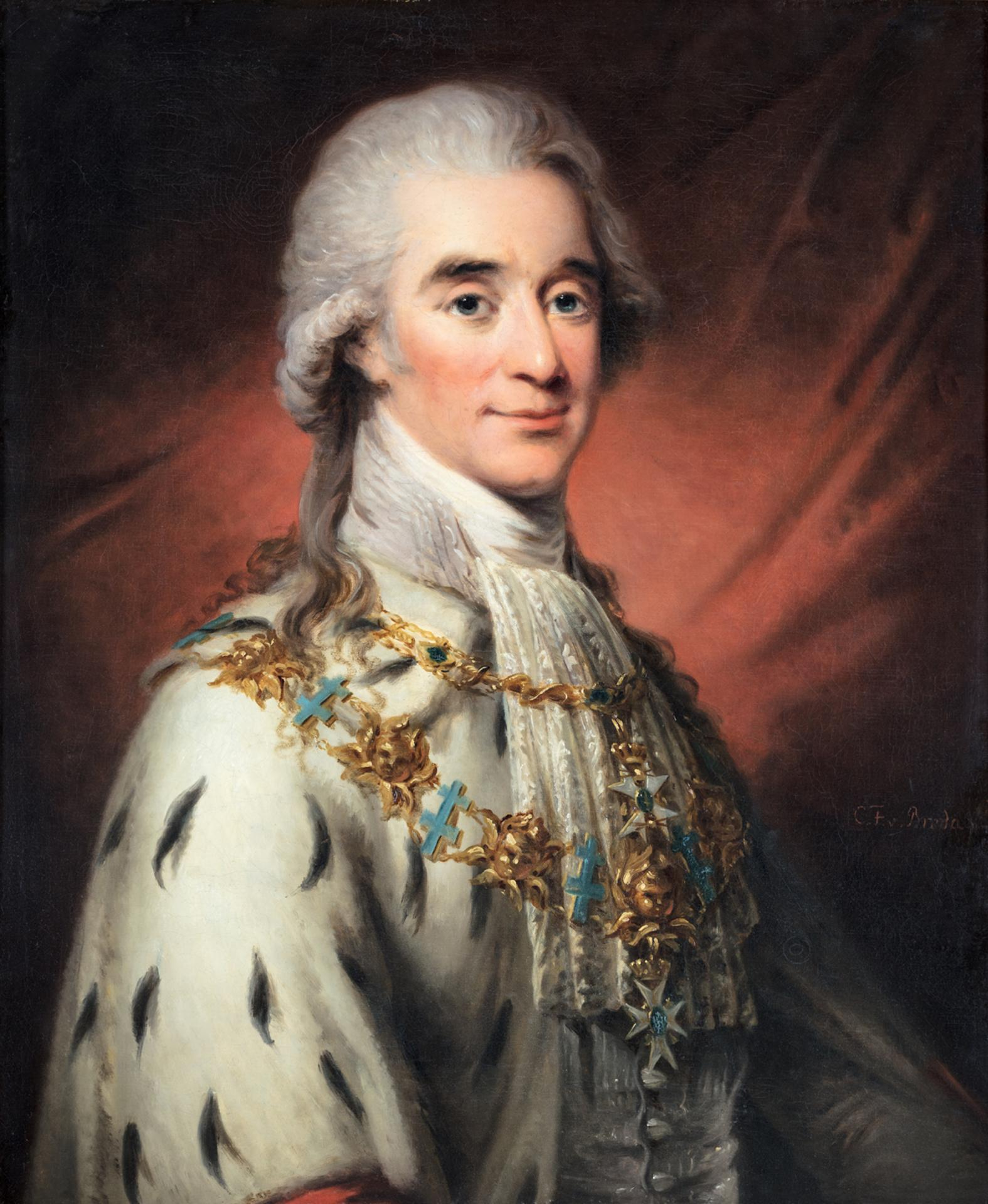
Шведский царедворец Аксель фон Ферзен
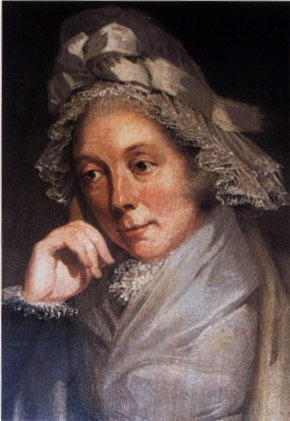
Мэри Пристли, супруга британского химика Джозефа Пристли
Мистик Сведенборг
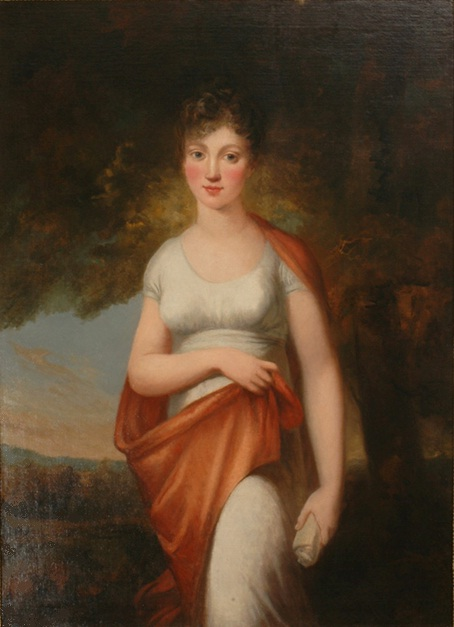
Принцесса Шарлотта Фридерика Мекленбургская
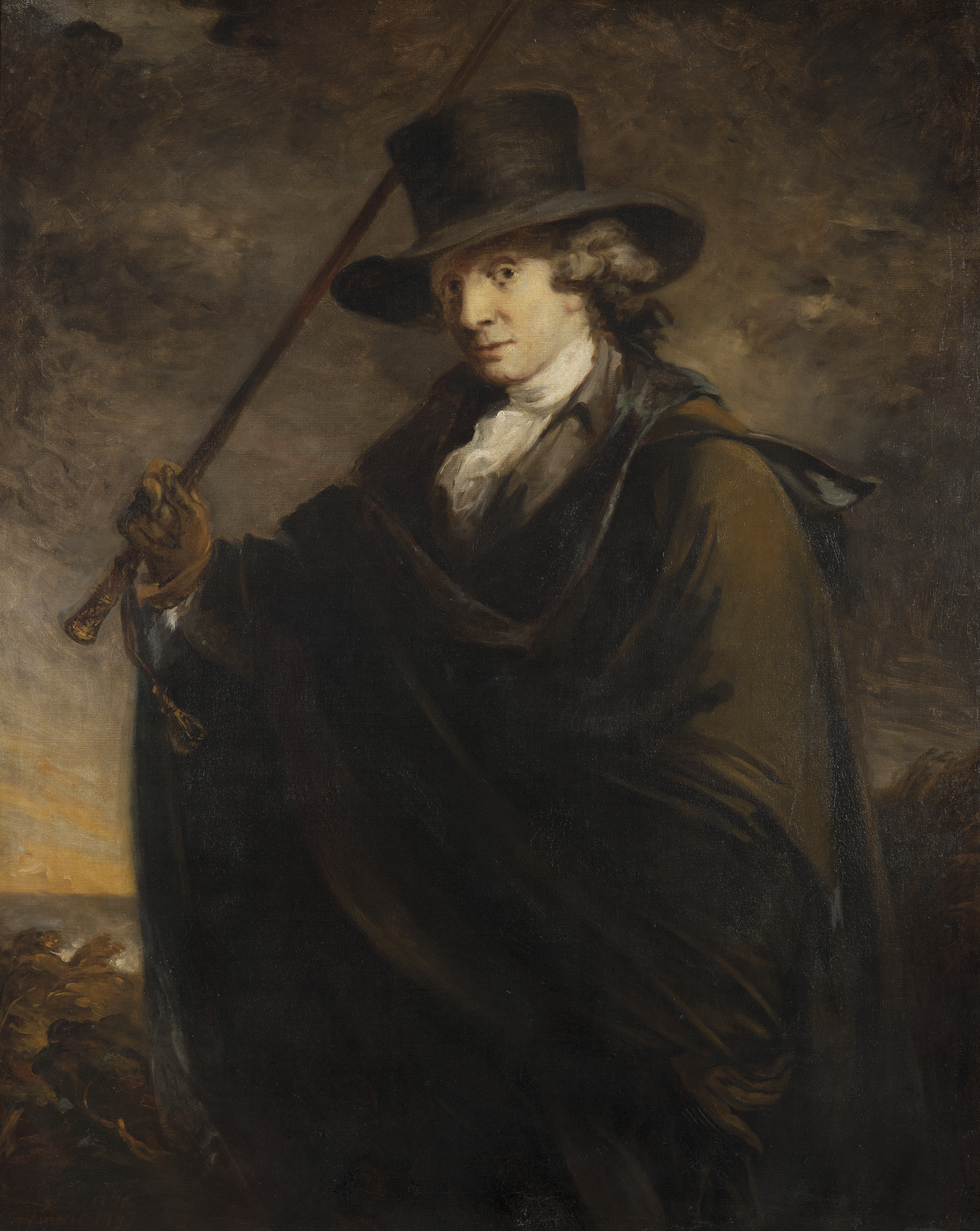
Лукас Бреда, отец художника
Иоганна Корнелия Бреда, мать художника, с собачкой.
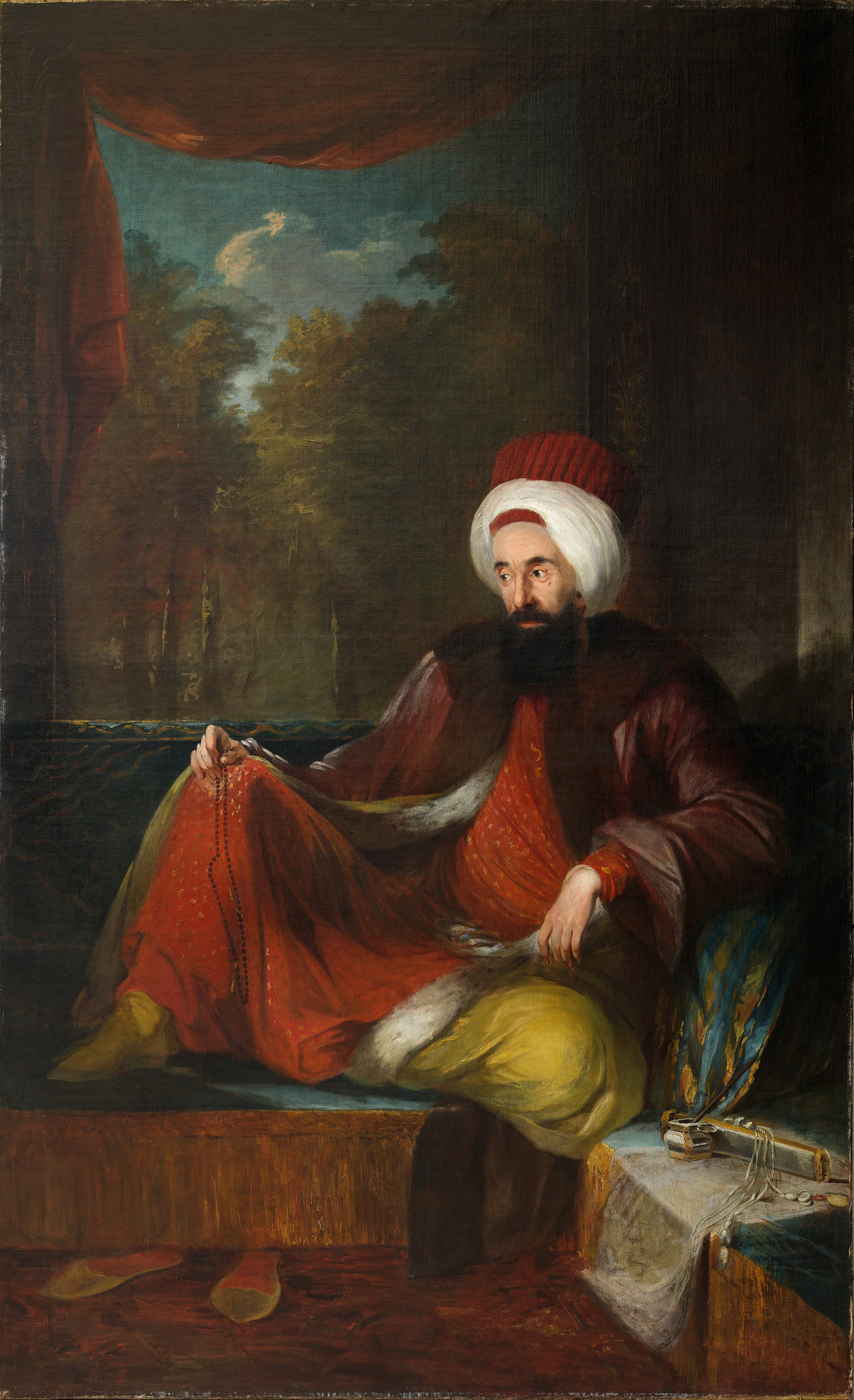
Турецкий дипломат Юсуф-ага Эфенди
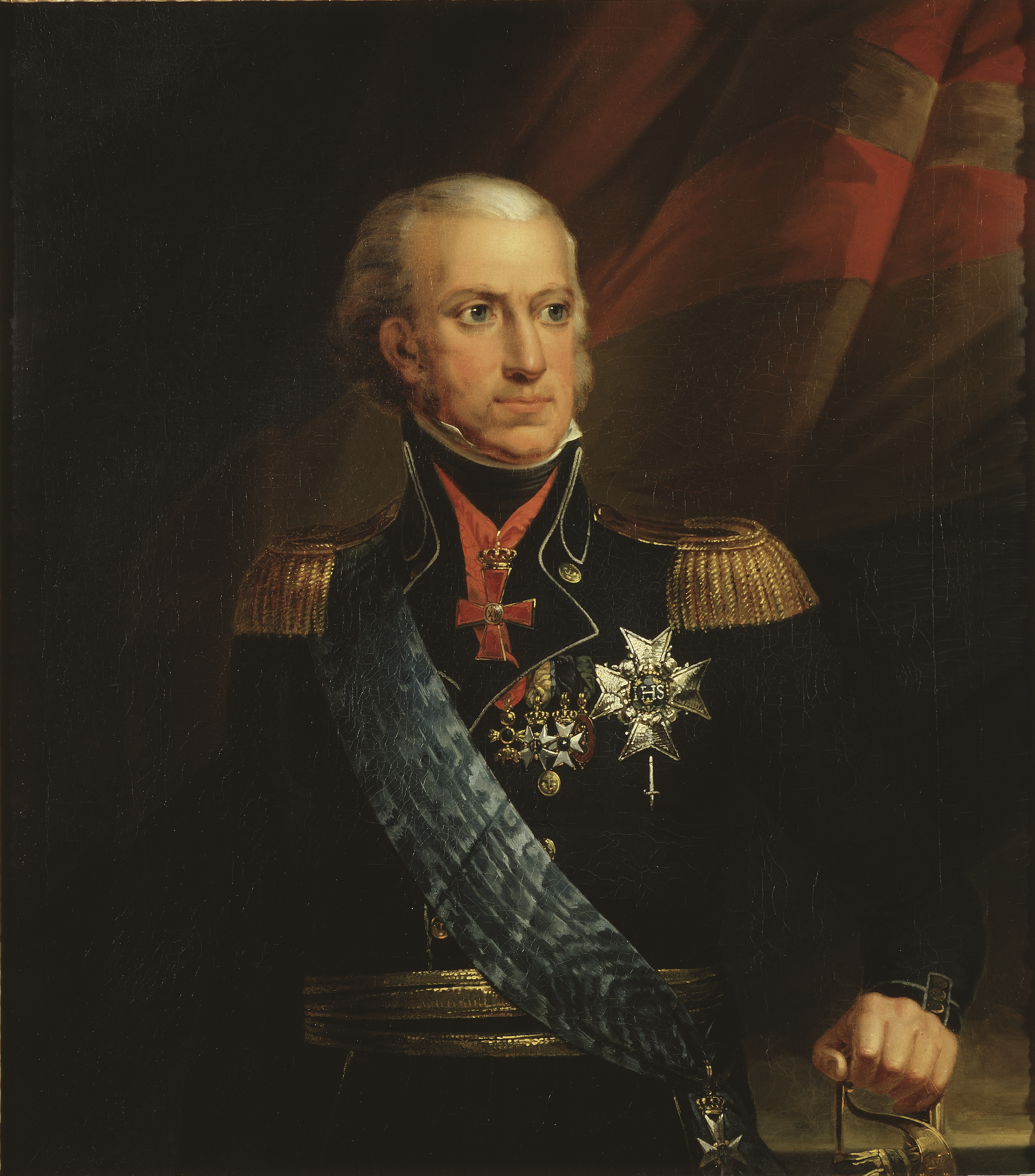
Король Швеции Карл XIII
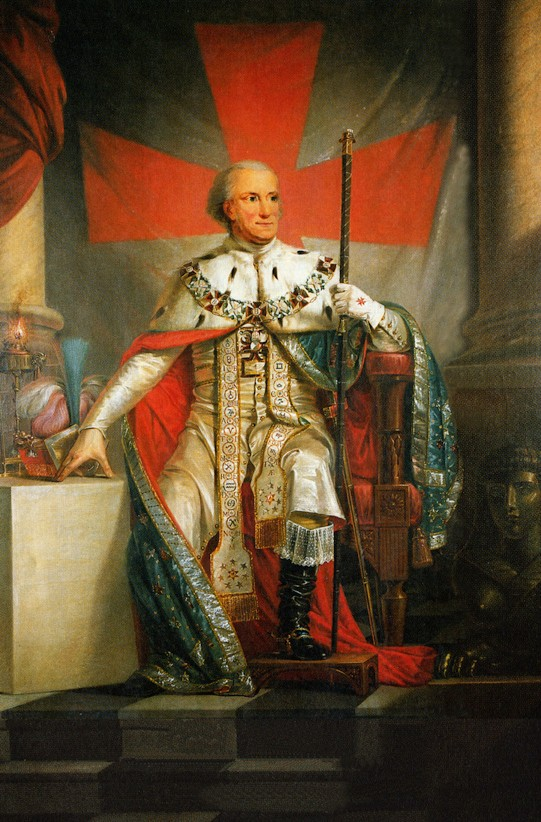
Король Швеции Карл XIII в масонском одеянии.
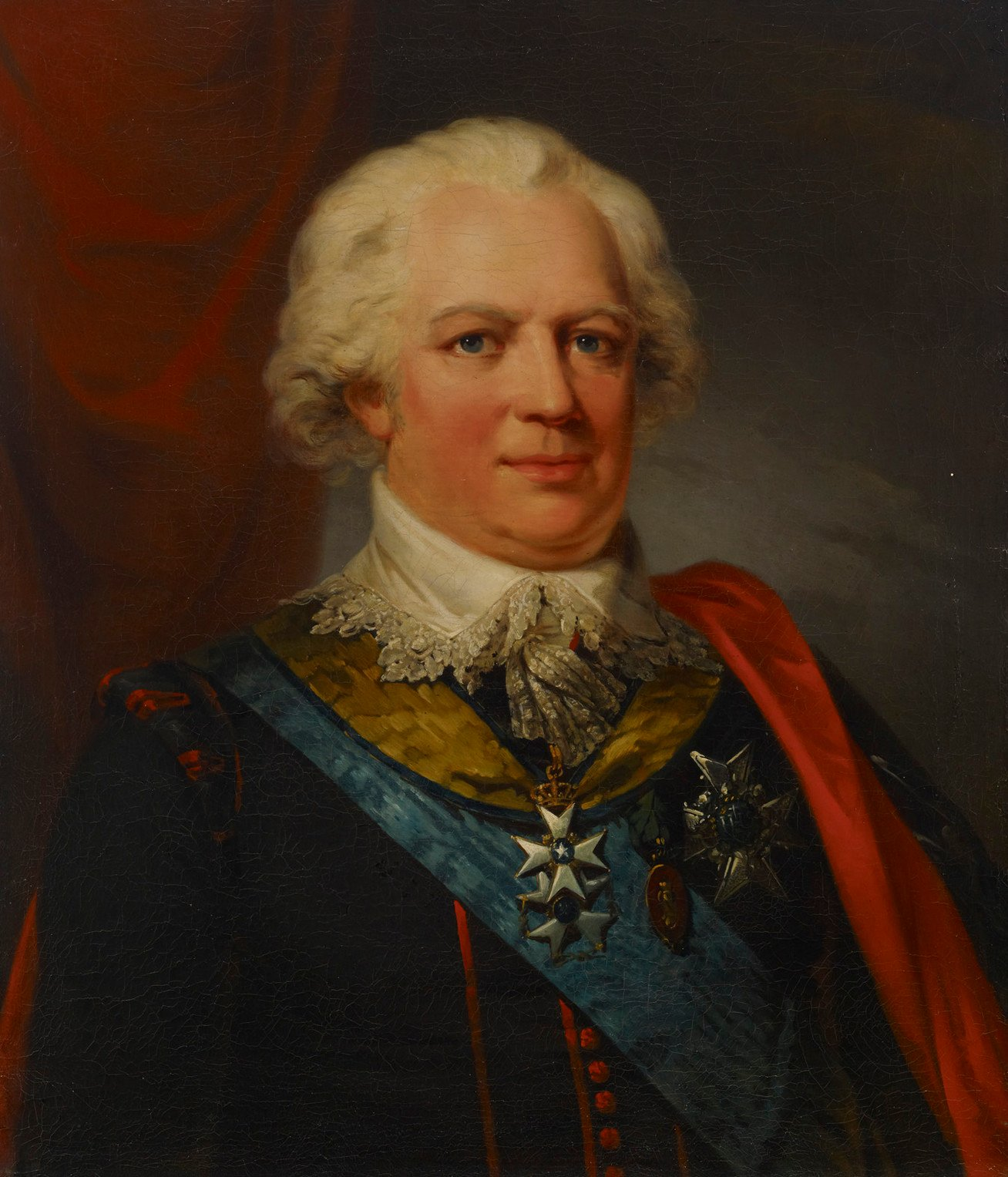
Шведский аристократ граф Карл Лагербринг
Шведский генерал Якоб Густав Делагарди
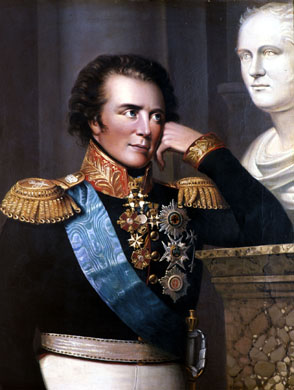
Отец финской государственности, граф Густав Армфельт